# Palkovics István
Palkovics István (Sárospatak, 1957. október 4. –) labdarúgó. A Videoton SC 1984-85-ös idényben UEFA-kupa döntős csapatának a középpályása.

## Pályafutása

### Klubcsapatban
1977-ig a Kazinbarcika Vegyész csapatában játszott. Innen került a mai Tiszaújvárosba, a Leninvárosi MTK együtteséhez. Sorkatonai szolgálata alatt a H. Papp József SE játékosa volt.
1981-ben lett élvonalbeli labdarúgó, amikor a Videotonhoz szerződött. Két bajnoki bronzérem mellett részese volt a csapat 1984-85-ös UEFA-kupa sikerének. A döntőig jutó csapatban 9 alkalommal játszott. 1985-ben az Újpesti Dózsánál játszott rövid ideig, majd idény közben a Ferencvároshoz került,  ahol 1986 végig szerepelt és ismét idény közben a Siófokhoz igazolt. Itt 1990-ben fejezte be az aktív labdarúgást.

### Válogatottban
A magyar olimpiai válogatottban 1987-ben 1 alkalommal szerepelt.

## Sikerei, díjai
- Magyar bajnokság:
  - 3.: 1983–1984, 1984–1985
- UEFA kupa
  - döntős: 1984–1985

## Külső hivatkozások
- Csuhay gólja… – 2005. április 23.
- Húsz éve játszott UEFA-kupa-döntőt a Videoton Archiválva 2009. március 16-i dátummal a Wayback Machine-ben – 2005. május 7.